# Muse - Il concerto allo Stadio Olimpico di Roma
Muse - Il concerto allo Stadio Olimpico di Roma è un film concerto del 2013 diretto da Matt Askem (con il quale il gruppo lavorò ai DVD Hullabaloo: Live at Le Zenith, Paris e HAARP) e prodotto dalla Serpent Productions.

## Trama
Il film ha come tema principale il concerto tenuto dal gruppo musicale rock alternativo britannico Muse il 6 luglio 2013 allo Stadio Olimpico di Roma davanti a un pubblico di oltre 60.000 persone. Esso è stato proiettato in anteprima mondiale il 5 novembre in venti cinema sparsi in altrettante città del mondo.

Si tratta inoltre del primo film concerto in assoluto ad essere stato registrato nel formato 4K Ultra High Definition. Riguardo sia al film che al concerto, il frontman Matthew Bellamy ha affermato:

## Live at Rome Olympic Stadium
Il 2 dicembre 2013, il film concerto è stato pubblicato dalla Warner Bros. Records con il titolo di Live at Rome Olympic Stadium, secondo album dal vivo del gruppo musicale britannico Muse (terzo contando anche il secondo disco della raccolta Hullabaloo Soundtrack).
Il contenuto del DVD è identico a quello del film (con l'aggiunta di alcuni extra) mentre quello presente nella versione CD prevede 13 tracce sulle venti contenute nel DVD. Il 25 novembre è stato reso disponibile lo streaming della versione audio dell'album.

### Tracce
Testi e musiche di Matthew Bellamy, eccetto dove indicato.
CD
1. Supremacy – 5:14
2. Panic Station – 3:12
3. Resistance – 5:32
4. Hysteria – 5:06 (musica: Matthew Bellamy, Dominic Howard, Chris Wolstenholme)
5. Animals – 4:21
6. Knights of Cydonia – 8:19
7. Explorers – 5:54
8. Follow Me – 3:52
9. Madness – 4:37
10. Guiding Light – 4:18
11. Supermassive Black Hole – 4:05
12. Uprising – 5:35
13. Starlight – 4:27

DVD/BD
1. Intro
2. Supremacy
3. Panic Station
4. Plug in Baby
5. Resistance
6. Animals
7. Knights of Cydonia
8. Explorers
9. Hysteria (musica: Matthew Bellamy, Dominic Howard, Chris Wolstenholme)
10. Feeling Good
11. Follow Me
12. Madness
13. Time Is Running Out (musica: Matthew Bellamy, Dominic Howard, Chris Wolstenholme)
14. Guiding Light
15. Undisclosed Desires
16. Supermassive Black Hole
17. Survival
18. The 2nd Law: Isolated System
19. Uprising
20. Starlight

Extra
1. Stockholm Syndrome (Las Vegas) (musica: Matthew Bellamy, Dominic Howard, Chris Wolstenholme)
2. Unsustainable (Las Vegas)
3. Liquid State (Dallas)
4. The Road (The Film)

### Formazione
Gruppo
- Matthew Bellamy – voce, chitarra, pianoforte
- Chris Wolstenholme – basso, cori, misa kitara in Madness, voce in Liquid State
- Dominic Howard – batteria, percussioni, cori

Altri musicisti
- Morgan Nicholls – tastiera e chitarra aggiuntive, cabasa in Supermassive Black Hole, percussioni in Uprising

### Classifiche
| Classifica (2013)          | Posizione massima |
| -------------------------- | ----------------- |
| Austria                    | 61                |
| Belgio (Fiandre)           | 12                |
| Belgio (Vallonia)          | 9                 |
| Finlandia                  | 34                |
| Francia                    | 7                 |
| Germania                   | 26                |
| Italia                     | 8                 |
| Norvegia                   | 26                |
| Paesi Bassi                | 7                 |
| Portogallo                 | 7                 |
| Regno Unito                | 36                |
| Regno Unito (rock & metal) | 1                 |
| Spagna                     | 22                |
| Stati Uniti                | 115               |
| Stati Uniti (alternative)  | 14                |
| Stati Uniti (rock)         | 23                |
| Stati Uniti (tastemaker)   | 15                |
| Svizzera                   | 14                |